# Adolphe Kégresse

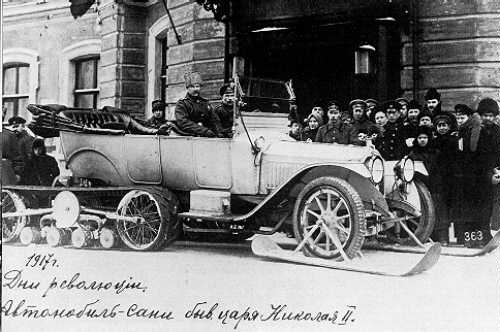
Auto des Zaren (1917)

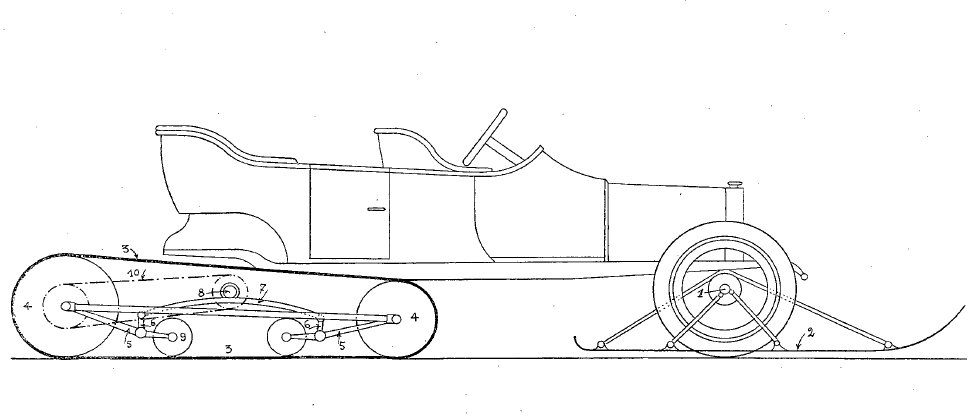
Patentzeichnung von 1913

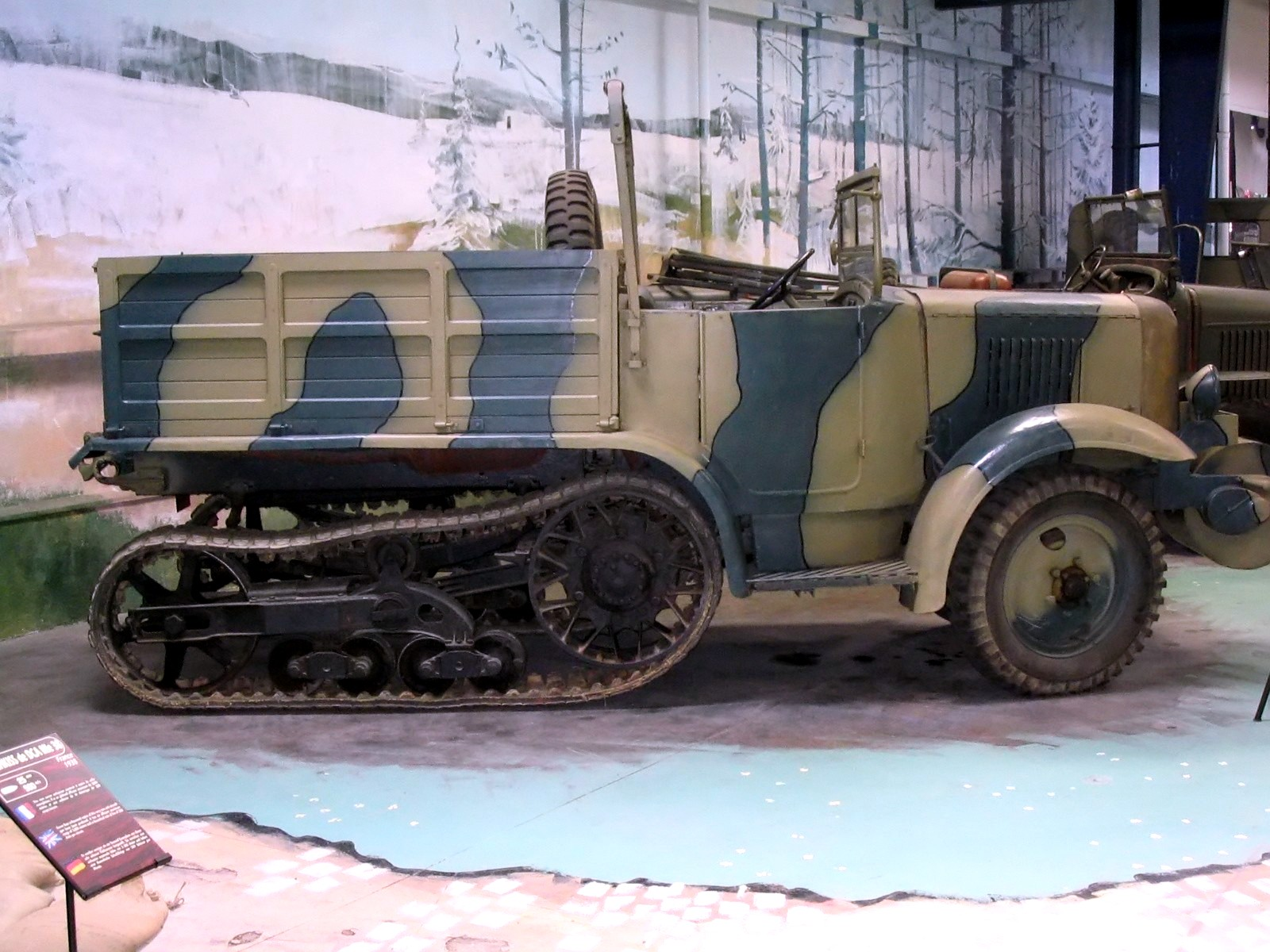
Unic P107 der französischen Armee mit Kégresse Ausstattung in Saumur

Adolphe Kégresse (* 20. Juni 1879 in Héricourt, Haute-Saône; † 9. Februar 1943 in Croissy-sur-Seine) war ein französischer Ingenieur und Konstrukteur. Er war Miterfinder mehrerer Halbkettenfahrzeuge. 1929 wurde ein Typ als Citroën-Kégresse P17 von der französischen Armee als Zugmaschine eingeführt und von einer Baureihe von Citroën-Kégresse Halbkettenfahrzeugen gefolgt.

## Leben
Kégresse wanderte in jungen Jahren nach Russland aus und war am Hof des Zaren Nikolaus II. zuständig für den Betrieb der landwirtschaftlichen Geräte. Hier verbesserte und perfektionierte er die Idee des Raupenantriebes. Dieser wurde bisher nur militärisch genutzt und war sehr langsam und störanfällig. Nach seiner Rückkehr nach Frankreich arbeitete Kégresse für den Fabrikanten Citroën und entwickelte die ersten Halbkettenfahrzeuge, die für eine zivile Nutzung produziert wurden. Er entwickelte einen Antrieb, den man als Halbkette oder Ansteckraupe bezeichnet. Neu an dieser Erfindung war, dass anstelle der Hinterräder Raupen montiert wurden. Das erste Modell dieser Art war das Modell B12. Anfangs wurde er von dem Gemeinschaftsunternehmen Autochenille Citroën-Hinstin-Kégresse produziert, 1920 erwarb André Citroën das Patent von Kégresse.

## Getriebe
1939 meldete Kégresse das erste Patent für eine Art Doppelkupplungsgetriebe an, ein Jahr vor Professor Rudolf Franke von der TH Darmstadt, der einen ähnlichen Entwurf vorlegte. Erst in den 1980er-Jahren wurde die Erfindung von Porsche unter dem Namen PDK (Porsche Doppelkupplungsgetriebe) realisiert.